# سان جولیانو دی پولیا
سان جیولیانو دی پولیا (به ایتالیایی: San Giuliano di Puglia) یک کومونه در ایتالیا است که در استان کامپوباسو واقع شده‌است. سان جیولیانو دی پولیا ۱٬۱۶۳ نفر جمعیت دارد و ۸۹۰ متر بالاتر از سطح دریا واقع شده‌است.